# Semión Cheliuskin

Semión Ivánovich Cheliuskin

Semión Ivánovich Cheliuskin (en ruso: Челюскин, Семен Иванович) (ca. 1700 - 1764), fue un explorador del Ártico y oficial de la marina ruso que participó en la Segunda expedición a Kamchatka.

## Biografía
Semión Cheliuskin se graduó en la Escuela de Matemáticas y Navegación de Moscú. Sirvió en la Flota del Báltico como ayudante de navegación (1726), y luego fue promovido a navegante (1733). Cheliuskin fue escogido para la segunda expedición a Kamchatka («Gran Expedición del Norte»), en la que tomó parte hasta 1743. Participó en la grupo  dirigido por Vasili Prónchishchev y Jaritón Láptev. En la primavera de 1741, Cheliuskin hizo un reconocimiento por tierra desde la boca del río Játanga hasta la boca del río Piásina. 
Describió la costa occidental desde la península de Taimyr hasta la bahía Middendorf, y de ahí, desde la desembocadura del río Piásina hasta la desembocadura del río Yeniséi.
En el invierno de 1741-42 viajó desde Turujansk hasta la desembocadura del río Játanga, describiendo la costa norte de la península de Taimyr, desde el cabo Faddey, en el este, hasta la desembocadura del río Taimir, en el oeste.
Cheliuskin encontró el punto más septentrional del continente asiático, que posteriormente, en 1843, Aleksandr Middendorf bautizará en su honor como cabo Cheliuskin.
Pasó a la reserva de la Flota del Báltico con el rango de capitán en 1760.
En la década de 1930, la Unión Soviética utilizó un barco de vapor construido en Dinamarca en 1933 y bautizado como Cheliuslin, que terminaría con un épico rescate de su equipo.